# 瑪耶絲·C·魯貝奧
瑪耶絲·卡斯蒂列羅·魯貝奧（英語：Mayes Castillero Rubeo，1962年—）是一名墨西哥劇裝設計師。她因參與電影《启示》（2006年）、《阿凡達》（2009年）、《異星爭霸戰：尊卡特傳奇》（2012年）、《地球末日戰》（2013年）、《魔獸：崛起》（2016年）、《雷神索爾3：諸神黃昏》（2017年）和《兔嘲男孩》（2019年）而知名，後者為她贏得了奧斯卡金像獎和英國電影學院獎提名。

## 生平
魯貝奧於1962年在墨西哥城出生，原名瑪耶絲·卡斯蒂列羅。她在瓜達拉哈拉高中何塞·瓜達盧佩·祖諾·埃爾南德斯學習。1980年代，她從墨西哥城搬到洛杉磯，在那裡她就讀於洛杉磯貿易技術學院。畢業後，她搬到了義大利，與義大利服裝設計師恩里科·薩巴蒂尼一起工作。直至今天，魯貝奧還在義大利營運著一個工作室。
她在好萊塢開始為約翰·賽爾斯的《带枪的男人》及《陽光天堂》擔任服裝設計師。2006年，她被聘為梅爾·吉勃遜的《启示》的服裝設計師。三年後，她與詹姆斯·卡麥隆合作拍攝《阿凡達》，她因此被提名為服裝設計師協會獎最佳電影奇幻服裝設計。
2019年，魯貝奧因其在《兔嘲男孩》中的工作獲得奧斯卡金像獎與英國電影學院獎最佳服裝設計的提名。
2021年，魯貝奧因其在《汪達幻視》中的工作獲得黃金時段艾美獎最佳奇幻/科幻服裝。同年，她在科羅納多島電影節上獲得電影製作藝術獎。

## 個人生活
瑪耶絲·魯貝奧與義大利美術指導布魯諾·魯貝奧結婚，直到他於2011年去世。他們的兒子馬可·魯貝奧（Marco Rubeo）是一名藝術總監。

## 影視作品
- 《外星人入侵》（1996年）
- 《带枪的男人（英语：Men with Guns）》（1997年）
- 《復仇戰將》（1999年）
- 《Warden of Red Rock》（2001年）
- 《Fidel》（2002年）
- 《陽光天堂（英语：Sunshine State (film)）》（2002年）
- 《Casa de los babys》（2003年）
- 《The Librarian – Quest for the Spear》（2004年）
- 《启示》（2006年）
- （2009年）
- 《阿凡達》（2009年）
- 《異星爭霸戰：尊卡特傳奇》（2012年）
- 《地球末日戰》（2012年）
- 《魔獸：崛起》（2016年）
- 《長城》（2016年）
- 《雷神索爾3：諸神黃昏》（2017年）
- 《兔嘲男孩》（2019年）
- 《汪達幻視》（2021年）
- （2022年）
- （2022年）
- 《藍甲蟲》（2023年）

## 外部連結
- Mayes C Rubio Costume Designer Reel  (2013)
- 瑪耶絲·C·魯貝奧在互联网电影资料库（IMDb）上的資料（英文）